# Jeu de la boule de feu
Le jeu de la boule de feu (en français, « Sepak Bola Api » en indonésien) est un jeu pratiqué par les adolescents indonésiens et ainsi prouver leur courage tout en montrant qu'ils n'ont pas peur de passer à l'âge adulte. Ce jeu se joue avant le début du Ramadan, en Indonésie plus précisément dans les régions proche de Yogyakarta, Bogor, Tasikmalaya ainsi qu’en Papouasie. 
Les règles sont les mêmes qu'au football classique, mis à part la balle qui est substituée par une noix de coco enflammée et qu'on joue pieds nus.

## Rituels
Les participants font souvent des rituels d'avant match pour se préparer physiquement et psychologiquement à l'intense compétition. Ils doivent, tout d'abord, suivre un régime particulier, excluant toute nourriture cuite au feu ou d'origine animale pendant 21 jours; puis réciter leurs prières; et enfin endurer une journée de jeûne suivie d'une nuit blanche.
Après avoir surmonté ces épreuves, les joueurs sont supposés devenir insensibles au feu pour pouvoir jouer noix de coco enflammée sans se brûler par conséquent l'utiliser avec leur pieds, leur tête et leur torse.

## Mise en place
En effet, le ballon est une noix de coco qui a été trempée dans du pétrole ou du kérosène. Les noix les plus sèches et les plus anciennes sont les mieux adaptées. Une couche de 0,5 cm de la partie extérieure de la coque est retirée avant d’être arrondie à l’aide d’un couteau. Le temps de trempage varie selon les traditions, allant de 30 minutes à 7 jours. La noix doit être suffisamment imbibée pour que la combustion se maintienne tout au long de la partie. Avant de commencer à jouer, tous les joueurs se trempent dans un mélange de sel et d’épices inflammables,.